# 詩歌智慧書
《詩歌智慧書》，華語天主教會又稱《智慧文學》《智慧書》或《聖詠智慧書》，是指基督教《舊約聖經》中《律法书》、《历史书》、《先知书》以外的書卷。

## 内容
《舊約聖經·诗歌智慧书》的内容随基督教宗派的不同而不同，一般都包括《約伯記》、《詩篇》、《箴言》、《傳道書》、《雅歌》五卷。

## 外部連結

### 閱讀聖經
- 思高聖經學會藏書 (The Studium Biblicum OFM Collections) （页面存档备份，存于） 香港浸會大學圖書館. 華人基督教文獻保存計劃.
- 基督教古籍數據庫 (Christianity Rare Books Database) （页面存档备份，存于）  香港浸會大學圖書館, 特藏及文獻組.